# Злынь
Злынь — село в Злынском сельском поселении Болховского района Орловской области. Расположено в живописном месте в 39 км к северо западу от г. Орла и в 25 юго-западнее г. Болхов.
В селе 5 улиц: Вишневская, Казинская, Полевая, Поповка, Прилеповская.
В мае 1571 году в окрестностях села, на Злынском поле находились 40-тысячное войско и ставка крымского хана Девлет I Герая, куда прибежали изменики Кудеяр Тишинков, Окул Семенов, Ждан и Иван Юденковы, Федор Лихарев и Русин и сообщили дорогу мимо оборонительных рубежей на Москву, которая впоследствии была взята и сожжена.
Так же Село известно тем, что здесь 1 (13) февраля 1882 года родился Юрий Александрович Филипченко, выдающийся русский и советский ученый — биолог и генетик.

## Население
| 2010 |
| ---- |
| 74   |

## Великая Отечественная война
В селе расположена братская могила, в которой захоронены 94 павших в боях защитника родины, в том числе командир 233-й штурмовой авиадивизии Герой Советского Союза полковник Смирнов Владимир Васильевич и стрелок-радист инженер-майор Денисов, сбитые в воздушном бою над деревней Злынь 27 июля 1943 года.
В братской могиле захоронены бойцы из 309 истребительной авиадивизии, 233 штурмовой авиадивизии, 122 отд. стр бр., 342 стр. дивизии.
Перезахоронены из деревень Ветловка, Поповка, Кулики, пос. Первомайский.